# Josina Margareta Weenix

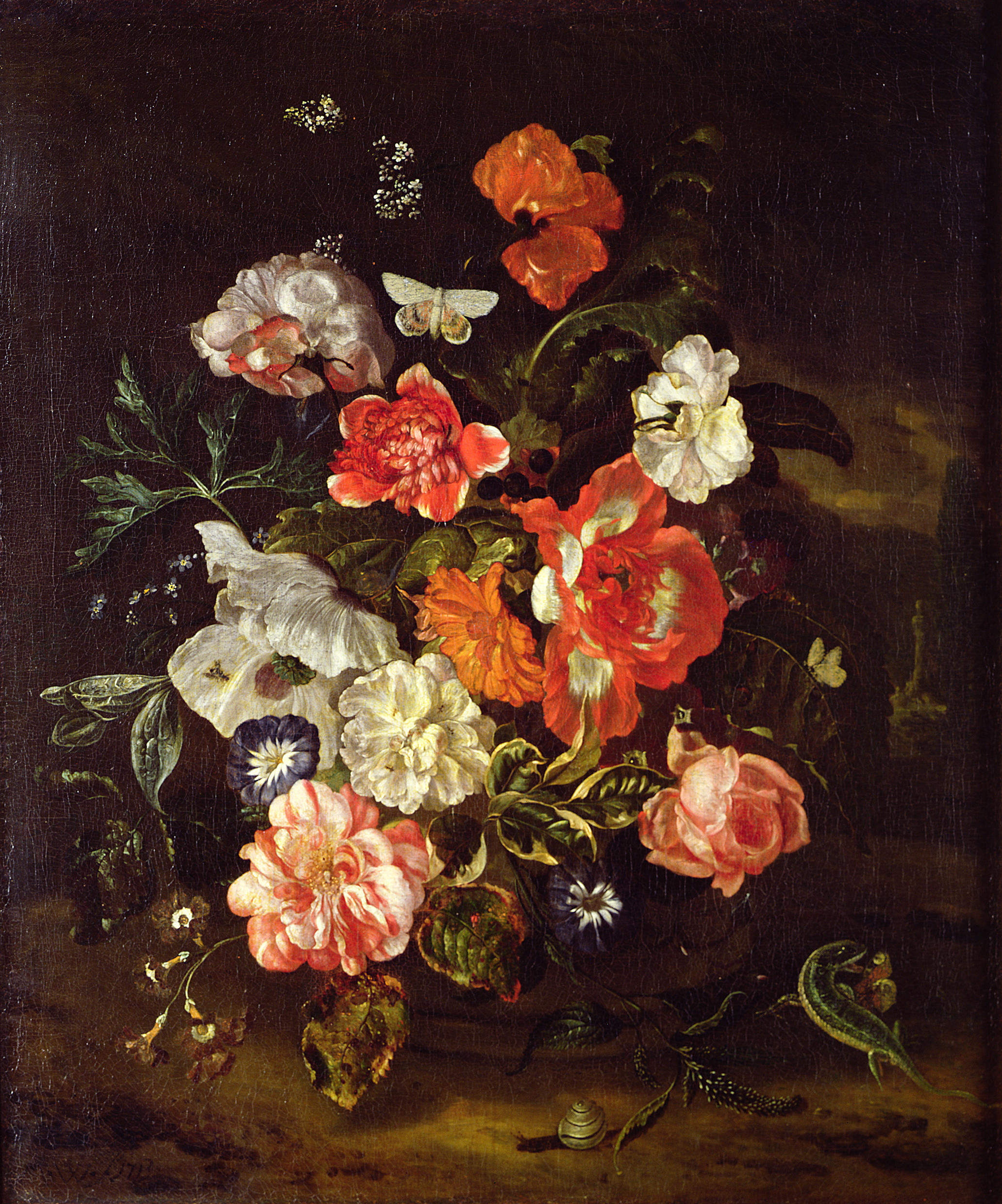
Bodegón de flores, 1713. Óleo sobre lienzo, 674 x 580 cm. Exeter, Royal Albert Memorial Museum.

Josina Margareta Weenix (Ámsterdam, 1684/1685-Ámsterdam, 18 de mayo de 1724) fue una pintora neerlandesa del siglo XVIII especializada en la pintura de naturalezas muertas de flores y frutas.

## Biografía
Miembro de una familia de artistas, el 22 de noviembre de 1716 contrajo matrimonio con Pieter van der Sloot. El acta matrimonial indica que en el momento de celebrarse los esponsales tenía treinta y un años, lo que lleva la fecha de su nacimiento a 1684 o 1685, y que en la ceremonia fue asistida por su padre, Jan Baptist Weenix. Otras fuentes, sin embargo, apuntan que fue hija de Jan Weenix y Petronela Backer, casados en 1679 y padres de trece hijos, que el 17 de julio de 1684 bautizaron a una hija con el nombre de Judoca. Jan Weenix, hijo de Jan Baptist Weenix, fue pintor especializado en bodegones, principalmente de caza, y con él podría haberse formado Josina Margareta. De hecho algunas pinturas de flores tradicionalmente atribuidas a este en catálogos de subastas podrían pertenecer a Josina Margareta, entre ellas una que fue de la iglesia de Moisés y Aaron de Ámsterdam y un bodegón de flores fechado en 1712 conservado en la Kunsthalle de Hamburgo-
Sucede lo mismo con las pinturas que se venían creyendo de Maria Weenix, quien podría haber sido su hermana menor. El 1706, en el catálogo de una venta de pinturas, se mencionaba un bodegón de flores de «Mejuffrouw J.M. Weenix» vendido a buen precio. La anterior atribución a Maria Weenix resulta insostenible pues, nacida en 1697, no tendría diez años en el momento de efectuarse la venta, pero es compatible con la asignación a Josina Margareta, a quien, por semejanza en las firmas deberían atribuirse también los dos bodegones del Fitzwilliam Museum de Cambridge, uno de flores y frutas y el segundo solo de flores en un paisaje, ambos firmados «M. Weenixum», asignados en el museo a Maria Weenix, pero de Josina Margareta para Sega y Alen (2020) y el Rijksbureau voor Kunsthistorische Documentatie.
El 18 de mayor de 1724 fue enterrada en la Nieuwezijds Kapel de Ámsterdam.